# Pseudocercospora eumusae
Pseudocercospora eumusae är en svampart som beskrevs av Crous & Mour. 2002. Pseudocercospora eumusae ingår i släktet Pseudocercospora och familjen Mycosphaerellaceae.   Inga underarter finns listade i Catalogue of Life.